# Wongsorejo (plaats)
Wongsorejo is een bestuurslaag in het regentschap Banyuwangi van de provincie Oost-Java, Indonesië. Wongsorejo telt 11.207 inwoners (volkstelling 2010).